# Villarejo (La Rioja)
Villarejo ist ein Ort und eine nordspanische Gemeinde (municipio) mit 27 Einwohnern (Stand: 2024) im Zentrum der Autonomen Gemeinschaft La Rioja. 

## Lage und Klima
Villarejo liegt etwa 40 Kilometer westsüdwestlich von Logroño in ca. 820 m Höhe. Regen (ca. 973 mm/Jahr) fällt – mit Ausnahme der Sommermonate – übers Jahr verteilt.

## Bevölkerungsentwicklung
| Jahr      | 1970 | 1981 | 1991 | 2001 | 2011 | 2021 |
| Einwohner | 118  | 74   | 48   | 49   | 34   | 34   |

Als Folge der Reblauskrise, der Mechanisierung der Landwirtschaft, der Aufgabe bäuerlicher Kleinbetriebe und des daraus resultierenden geringeren Arbeitskräftebedarfs ist die Einwohnerzahl des Orts seit der Mitte des 20. Jahrhunderts stetig gesunken.

## Sehenswürdigkeiten
- Kirche der Unbefleckten Empfängnis (Iglesia de Nuestra Señora de la Concepción)
- Annenkapelle

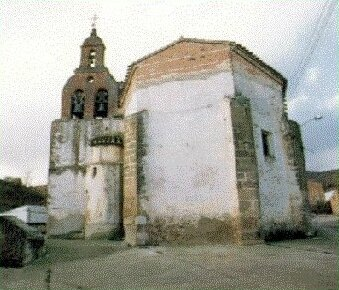
Kirche der Unbefleckten Empfängnis
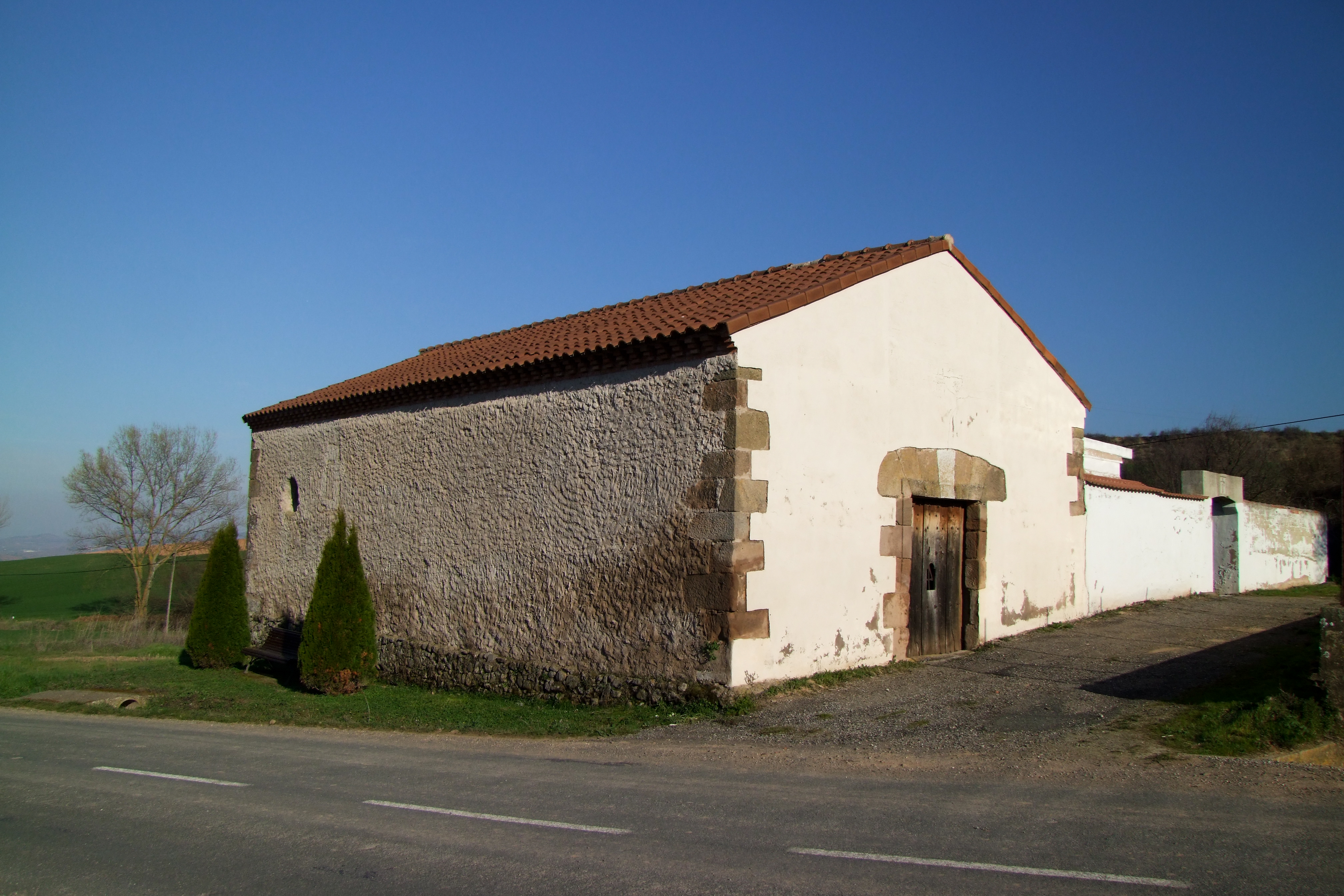
Annenkapelle
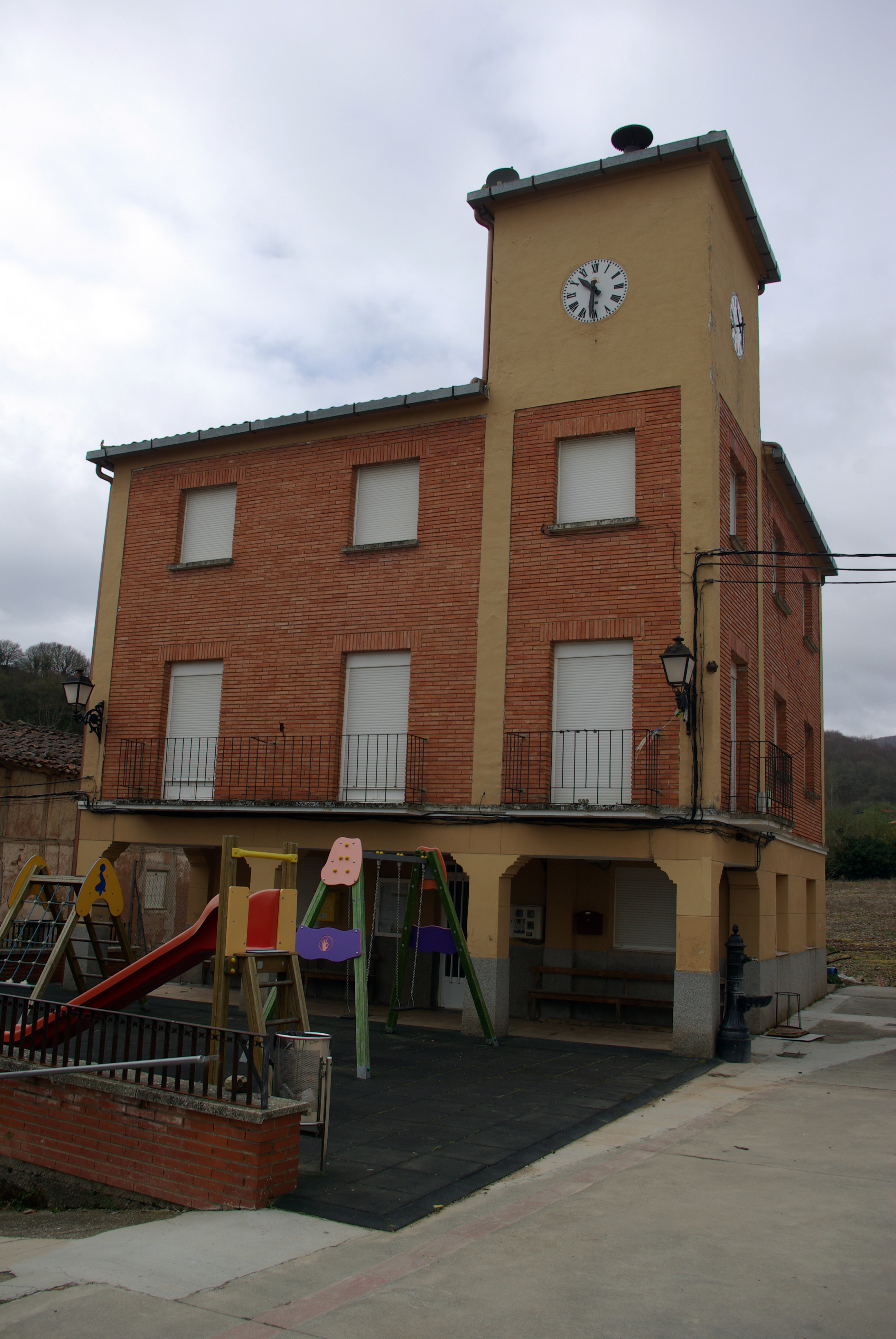
Rathaus